# Cucullia fissina
Cucullia fissina là một loài bướm đêm trong họ Noctuidae.